# Poolbillard

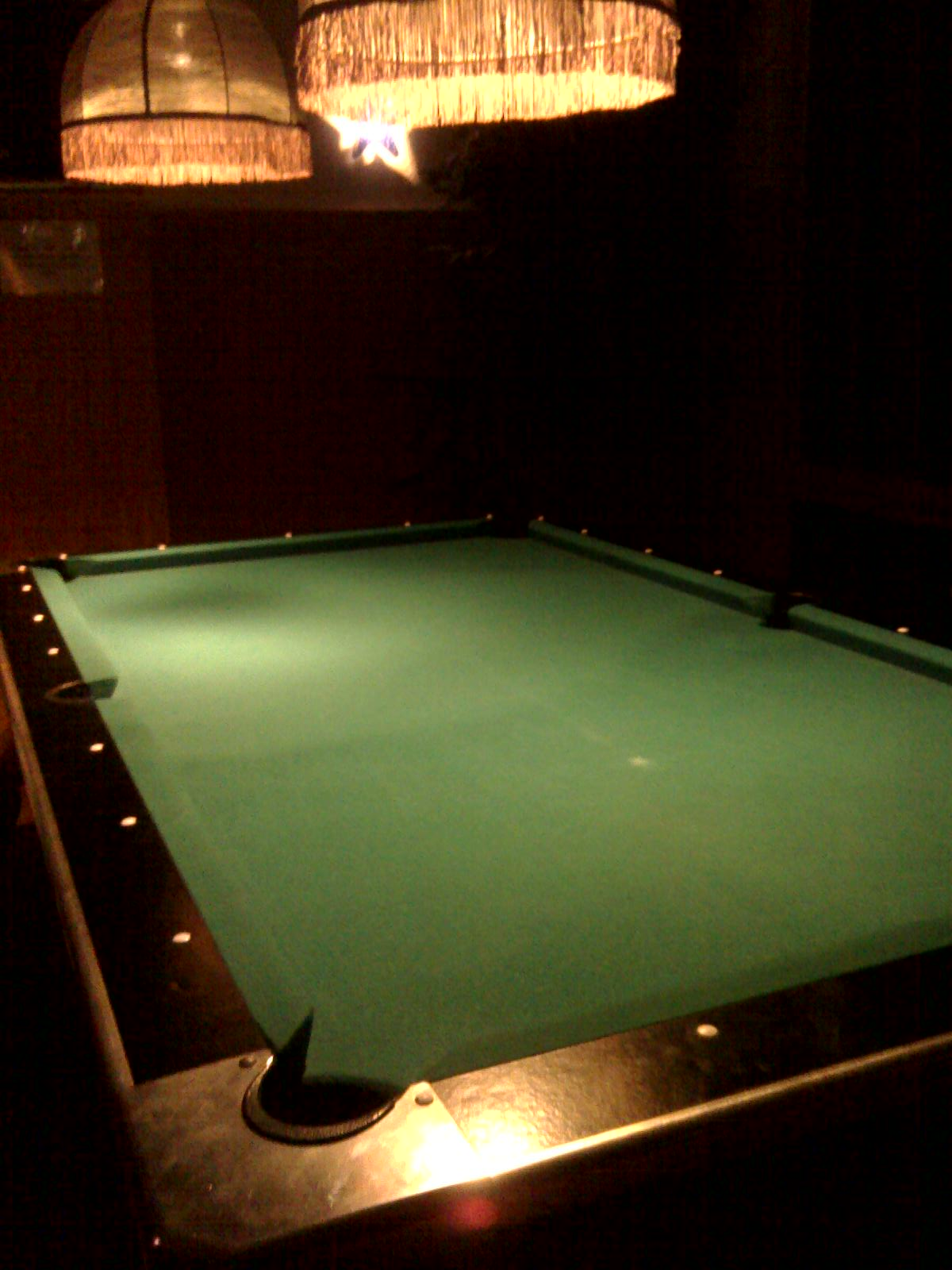
Billardtisch in einer Kneipe. Typisch sind auch die tief über dem Tisch hängenden Lampen.

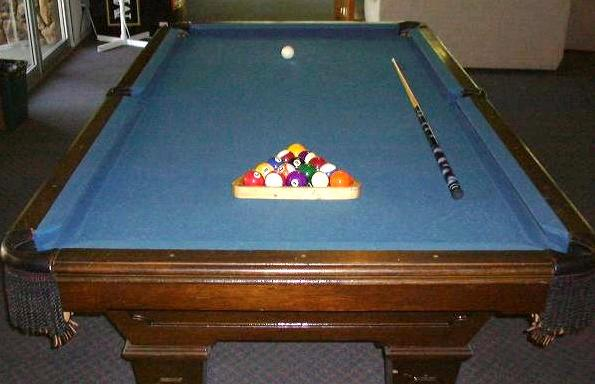
Poolbillardtisch. Der Spielball auf dem Kopfpunkt, die gelbe Kugel (1) auf dem Fußpunkt

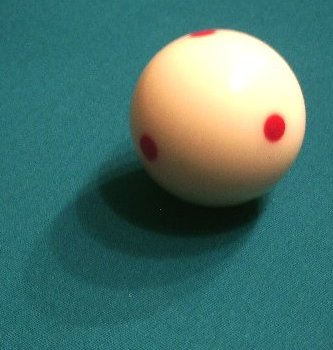
Spielball mit roten Punkten

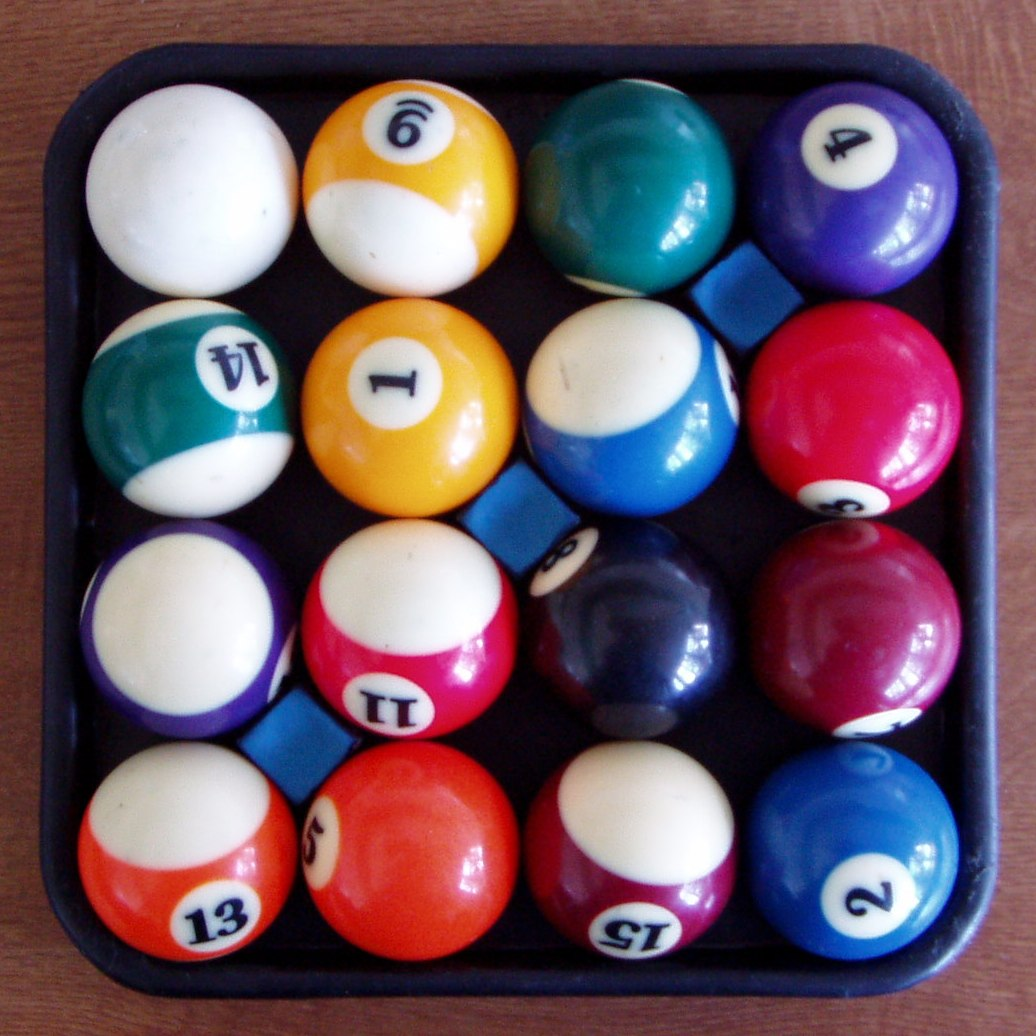
Die 16 Poolbillardkugeln mit drei Kreidewürfeln

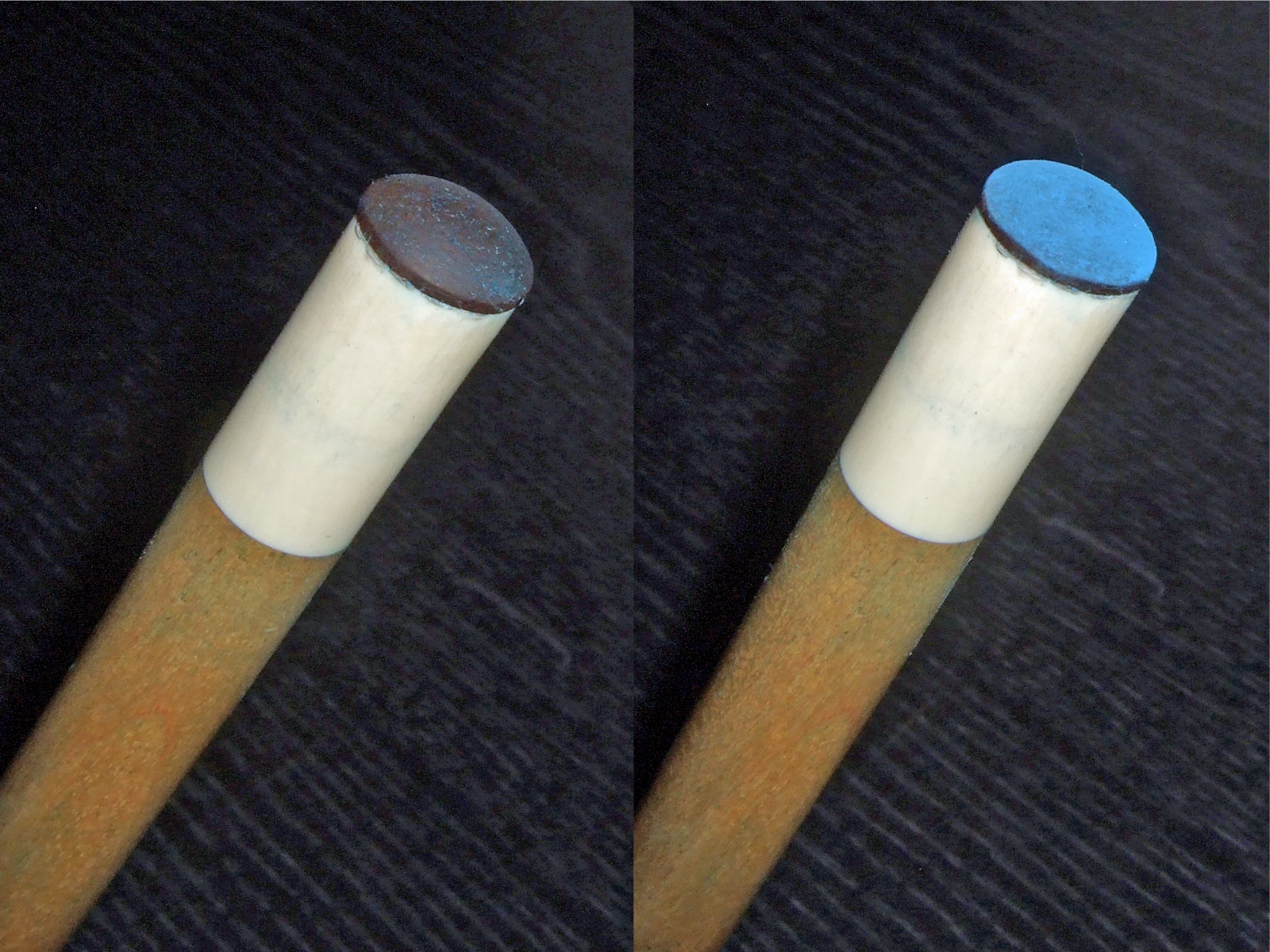
Ungekreidete und gekreidete Pomeranze

Poolbillard ist eine Variante des Billards, bei der es darum geht, mit einem weißen Spielball farbige Objektbälle nach bestimmten Regeln in sechs Taschen zu spielen (einzulochen). Der Spielball wird dabei als einzige Kugel mithilfe des Queues gespielt. Die Spieler haben abwechselnd je eine Aufnahme. Die Aufnahme ist beendet, wenn der Spieler in einem Stoß keine Kugel regelgerecht lochen konnte.

## Geschichte
In den 1840er Jahren wurde das Billardspiel in den USA in sogenannten (öffentlichen) „Pool-Parlors“ gespielt, da Tische sehr teuer waren und oftmals aus Europa importiert werden mussten. Das Wort „Pool“ bezeichnete zu der Zeit das Glücksspiel, wurde aber schnell für die amerikanische Form des Taschenbillard (Pocket Billiards) verwendet. Heutzutage wird fast ausschließlich die Kurzversion „Pool“ im allgemeinen Sprachgebrauch verwendet.
Pool entwickelte sich aus English Billiards, dem Vorläufer des Snooker. Beim English Billiards würden ein Ball und die Taschen entfernt, beim Pool dagegen wurde die Anzahl der Bälle erhöht und die Taschen wurden beibehalten. Um die Tische für ungeübte Spieler zu vereinfachen, wurden die Tascheneinläufe von der klassischen runden Variante des English Billiards in die noch heute übliche gerade, trichterförmige Variante abgewandelt.
Die erste Poolbillard-Meisterschaft wurde 1878 von dem Kanadier Cyrill Dion (er war zusammen mit seinem Bruder Joseph der Erfinder der „Amerikanischen Serie“) gewonnen. Das Spiel wurde „61-Pool“ genannt, weil die Summe der auf den Bällen gezeigten Zahlen (1–15) 120 ist, zum Gewinn also 61 Punkte nötig sind. Dies hieß, dass man im Idealfall nur 5 Bälle versenken musste (11, 12, 13, 14 und 15), also nur ein Drittel der vorhandenen Bälle. Es schien gerechter, dass man acht Bälle versenken muss, um zu gewinnen, die noch heute bekannteste Version des Pool. Diese „8-Ball“ genannte Version entwickelte sich um 1900. 1920 entstand dann erstmals „9-Ball“. In neuerer Zeit wird dieses Spiel durch die weiterentwickelte Spielform „10-Ball“ ergänzt, um den Schwierigkeitsgrad zu erhöhen.
Bis zur Mitte des 20. Jahrhunderts war Poolbillard noch nicht sonderlich populär, es wurde bis dahin weitestgehend Karambolage mit vier Bällen gespielt.

## Material

### Tisch
Der internationale Standard für Billardtische ist der neun Fuß große Billardtisch. Er hat eine genormte Spielfläche von 2,54 m × 1,27 m. Angestoßen wird aus dem Kopffeld, dem ersten Viertel der Fläche, auf der sich auch der Kopfpunkt befindet, der in der Mitte der Kopflinie ist. Anschließend kommt die Mittellinie mit dem Mittelpunkt. Fußpunkt und Fußlinie liegen im unteren Viertel des Tisches. Die Diamanten, so genannt wegen ihrer ursprünglichen Form, die jede Bande in gleich große Abschnitte unterteilen, sind Hilfen für das Bandenspiel.

### Kugeln
Die heutigen Kugeln bestehen aus Phenolharz und haben einen Durchmesser von 57,2 mm sowie ein Gewicht von 170 g.
Farbeinteilung:
- Spielball: Weiß bzw. Weiß mit roten Punkten 1
- 1/9  = Gelb
- 2/10 = Blau
- 3/11 = Rot
- 4/12 = Lila bzw. Pink 1
- 5/13 = Orange
- 6/14 = Grün
- 7/15 = Dunkelrot bzw. Braun 1
- 8    = Schwarz

1 Es gibt Unterschiede zwischen normalen Kugelsätzen und dem TV-Satz, bei dem die Farben aufgrund von besserer Erkennbarkeit im Fernsehen leicht von den Originalfarben abweichen. Spielbälle mit roten Punkten vermitteln den Zuschauern den verwendeten Effet besser.
Damit ein Pool-Billard-Automat – mit Münzeinwurf für ein Spiel, in dem nach und nach die bunten Kugeln „versenkt“ und einbehalten werden – die weiße Spielkugel bis zuletzt immer wieder herausgibt, muss diese unterscheidbar sein. Meist misst die Weiße im Durchmesser um 3 mm mehr, also 60,2 mm, andererseits werden auch kleinere – mit 50,8 bis 54 mm – angeboten, teurer ist eine durchmesseridentische von 57,2 mm mit ferromagnetischem Kern. Kleinere und größere fallen beim Rollen über einen sich nach und nach aufweitenden Schlitz zwischen zwei Rollkanten an unterschiedlichen Stellen nach unten. Magnetkraft zieht eine Kugel mit Eisenkern an einer Weiche auf eine Seite.

### Billardqueue und Billardkreide
Als Queue wird der Spielstock bezeichnet, mit dem der Spielball beim Billard gestoßen wird. Queues setzten sich ab Mitte des 18. Jahrhunderts anstelle der bis dahin üblichen gebogenen Schläger durch. Beim Poolbillard bestehen sie in der Regel aus zwei Teilen, dem Ober- und dem Unterteil.
Die Mehrheit der Vereinsspieler benutzt zusätzlich zum Spielqueue ein sog. Anstoß- oder engl. Breakqueue, welches oft dreiteilig ist. Das Unterteil ist beim dreiteiligen Break-/Jumpqueue nochmals geteilt, so dass es bei Bedarf durch Abschrauben des dicken Unterteils auf ca. 1 m verkürzt werden kann, um Sprünge über Hindernisbälle zu erleichtern.
Die Billardkreide wird auf die Pomeranze an der Queuespitze aufgetragen. Sie sorgt für bessere Haftung zwischen Pomeranze und Spielball, insbesondere beim Spiel mit Effet.

## Begriffe
Das Stellungsspiel beschreibt das gezielte Ablegen des Spielballes (und in geringerem Maße auch der Objektbälle) auf dem Tisch. Im Idealfall läuft der Spielball nach dem Lochen des Objektballes auf die vom Spieler vorgesehene Stelle. Dies ist wichtig, um anschließend effektiv weiterspielen zu können. Dies erfordert viel Übung und Können. Das Effetspiel ist ein wichtiges Mittel, um den Spielball zu lenken.
Rack oder Brett ist die Bezeichnung für den ursprünglichen Aufbau der Kugeln (meistens im Dreieck; in einigen Disziplinen jedoch auch in anderen geometrischen Formen) beim Start des Spiels.

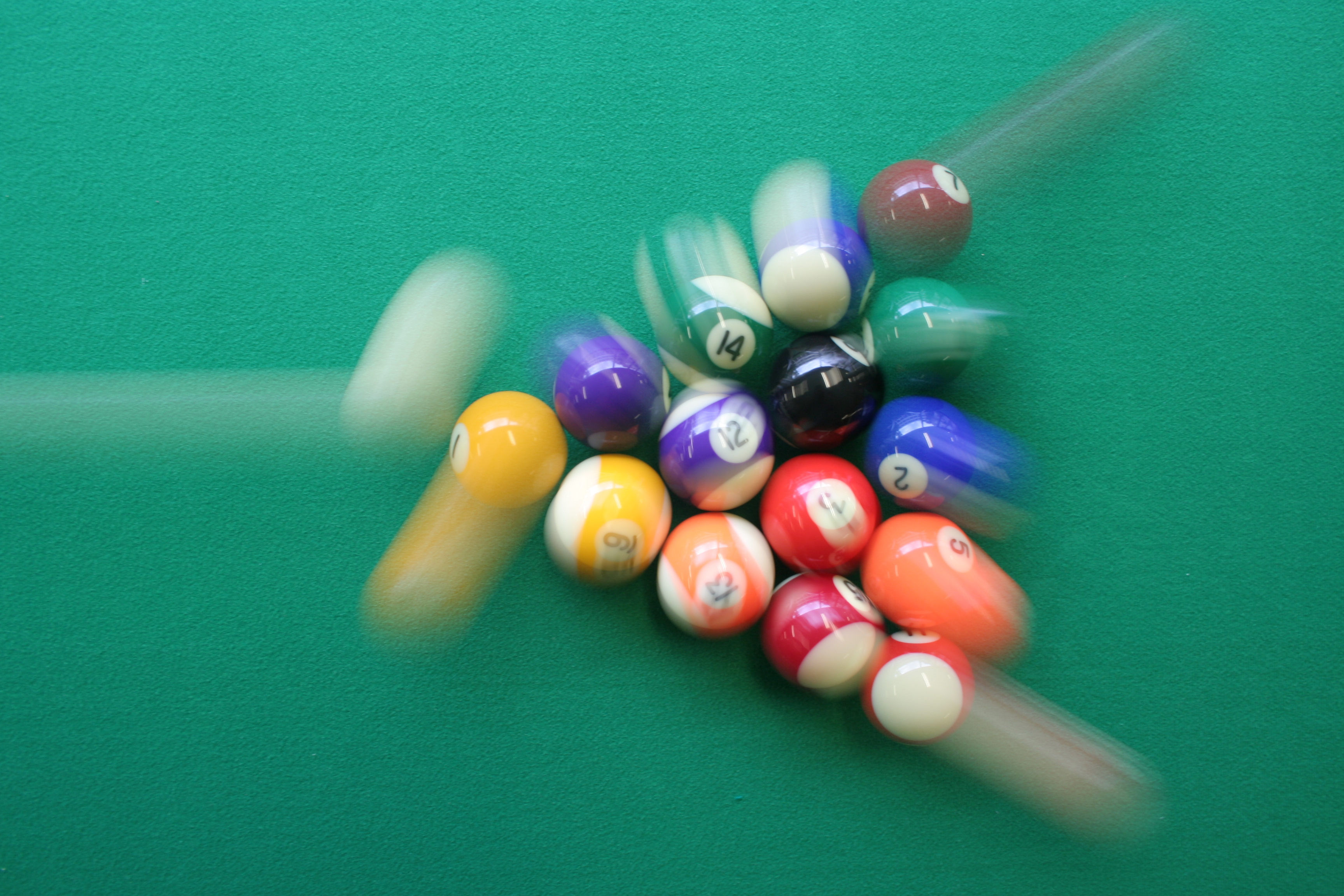
Anstoß (Break)

Der Eröffnungsstoß bzw. Anstoß wird im Poolbillard auch Break oder Break-in genannt.
Bestimmte Disziplinen erlauben das Spielen einer sogenannten Sicherheit (engl. Safety). Dies muss vor einem Stoß angesagt werden. Geschieht dies, so muss und darf der Spieler auch nach dem Versenken des Objektballes nicht mehr weiterspielen. Dies wird meist dann angewandt, wenn der Spieler schon ahnt, dass nach dem Versenken kein Weiterspielen mehr möglich sein oder der Gegner sich in einer schweren Ausgangssituation befinden wird.
Ist ein Objektball so versteckt, dass er nicht direkt angespielt werden kann, dann sagt man, die Kugel ist dunkel, tot oder safe.
Eine Aufnahme bezeichnet den Zeitraum, in dem ein Spieler ununterbrochen am Tisch steht.
Ein Ass oder ein Ausschuss (oder international aus dem Englischen: table-run) bezeichnet den Spielgewinn vom Break weg in einer Aufnahme, also ohne dass der Gegner einen Stoß ausführen konnte.
„Ball in Hand“ bezeichnet die freie Lageverbesserung des Spielballes auf dem gesamten Tisch, die als Bestrafung für ein Foul des Gegners gegeben wird.
Ein Jump oder Jumpshot ist ein Stoß, der den Spielball abheben lässt, um über einen oder mehrere Objektbälle zu springen. Dabei wird das Queue so angehoben, dass der Spielball in den Tisch „hineingestoßen“ wird, so dass er vom Tisch zurückprallt. Voraussetzung für einen regelgerechten Jumpshot ist, dass man den Spielball oberhalb seines Äquators anspielt. Jumps, die durch Anspielen des Spielballs unterhalb ihres Äquators erzielt werden, sind nicht regelkonform. Zur Ausführung von Jumpshots gibt es spezielle Jump-Queues.
Ein Stoppball ist ein Stoß, bei dem der Spielball so gespielt wird, dass er nach dem Kontakt mit einem Objektball sofort still liegen bleibt. Bei einem Stun Shot trifft der Spielball nicht genau die Mitte des Objektballes und bewegt sich danach parallel zur Tangente, die durch den Kontaktpunkt von Spielball und Objektball verläuft (Stoppball- oder Kiss-Shot-Tangente). Bei einem exakt gespielten Stoppball/Stun Shot darf der Spielball im Moment des Auftreffens nicht mehr rotieren. Dies erreicht der Spieler, indem er den Spielball soweit unterhalb seiner Mitte anspielt, dass im Moment des Auftreffens die Gleitreibung die Rotation des Spielballs aufhebt.
Aus dem Stoppball wird ein Rückläufer, wenn der Spielball im Moment des Kontaktes mit dem Objektball noch eine Rückwärtsrotation besitzt. Dabei bricht der Spielball aus dem natürlichen Winkel in Richtung des Spielers aus. Bei einem mittig angespieltem Ball bedeutet das, dass der Spielball in Richtung des Queues zurückläuft.
Bei einem Nachläufer bricht der Spielball aus dem natürlichen Winkel vom Spieler weg aus. Der Nachläufer entsteht, wenn der Spieler den Spielball oben anspielt (Vorwärtseffet), um ihm zusätzliche Vorwärtsrotation zu verleihen, oder wenn der Spieler den Spielball zentral trifft und dieser danach genügend Weg auf dem Tisch hat, nach einer anfänglichen Phase des Rutschens Rotation aufzunehmen.

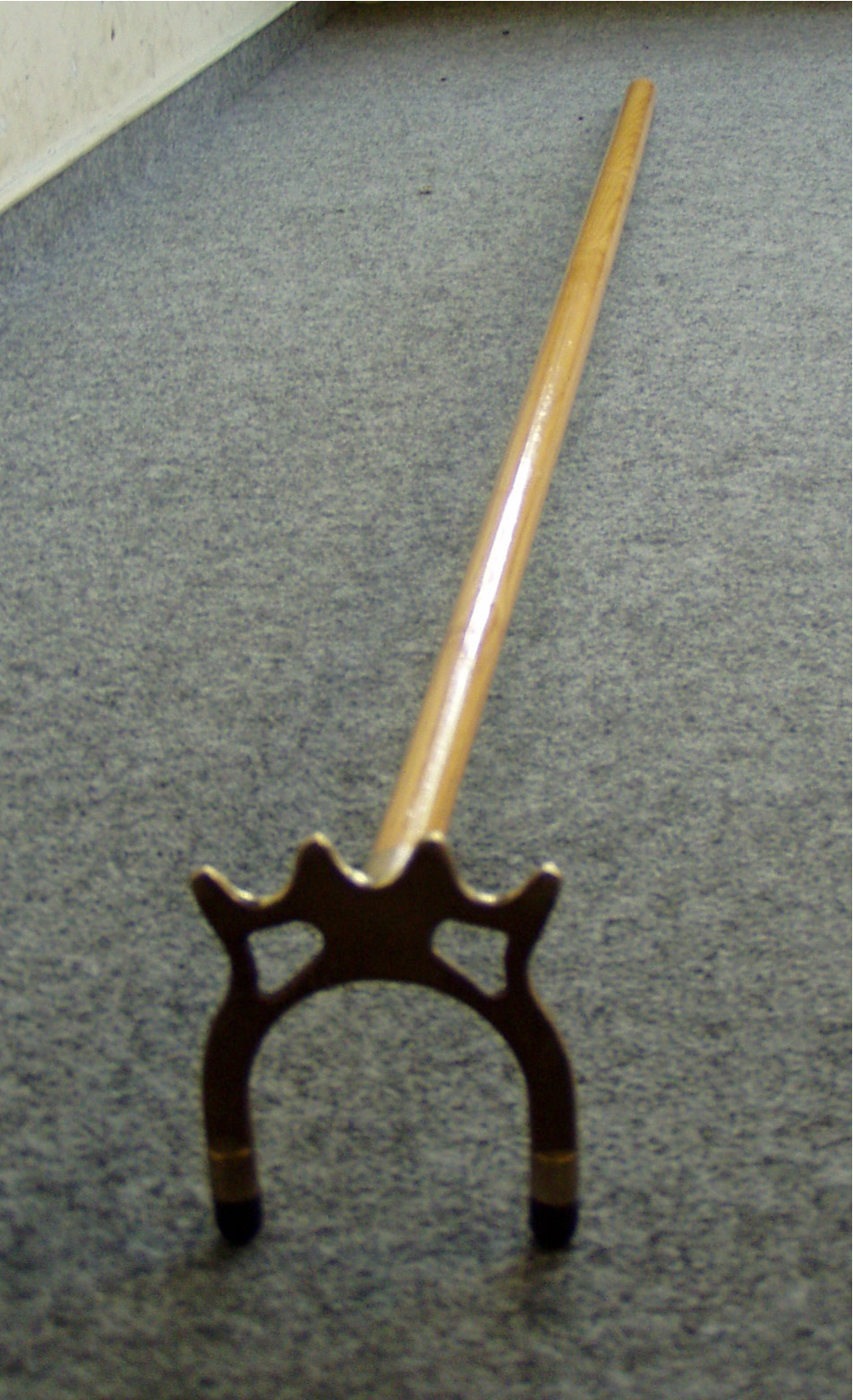
Das erhöhte Hilfsqueue (Spider)

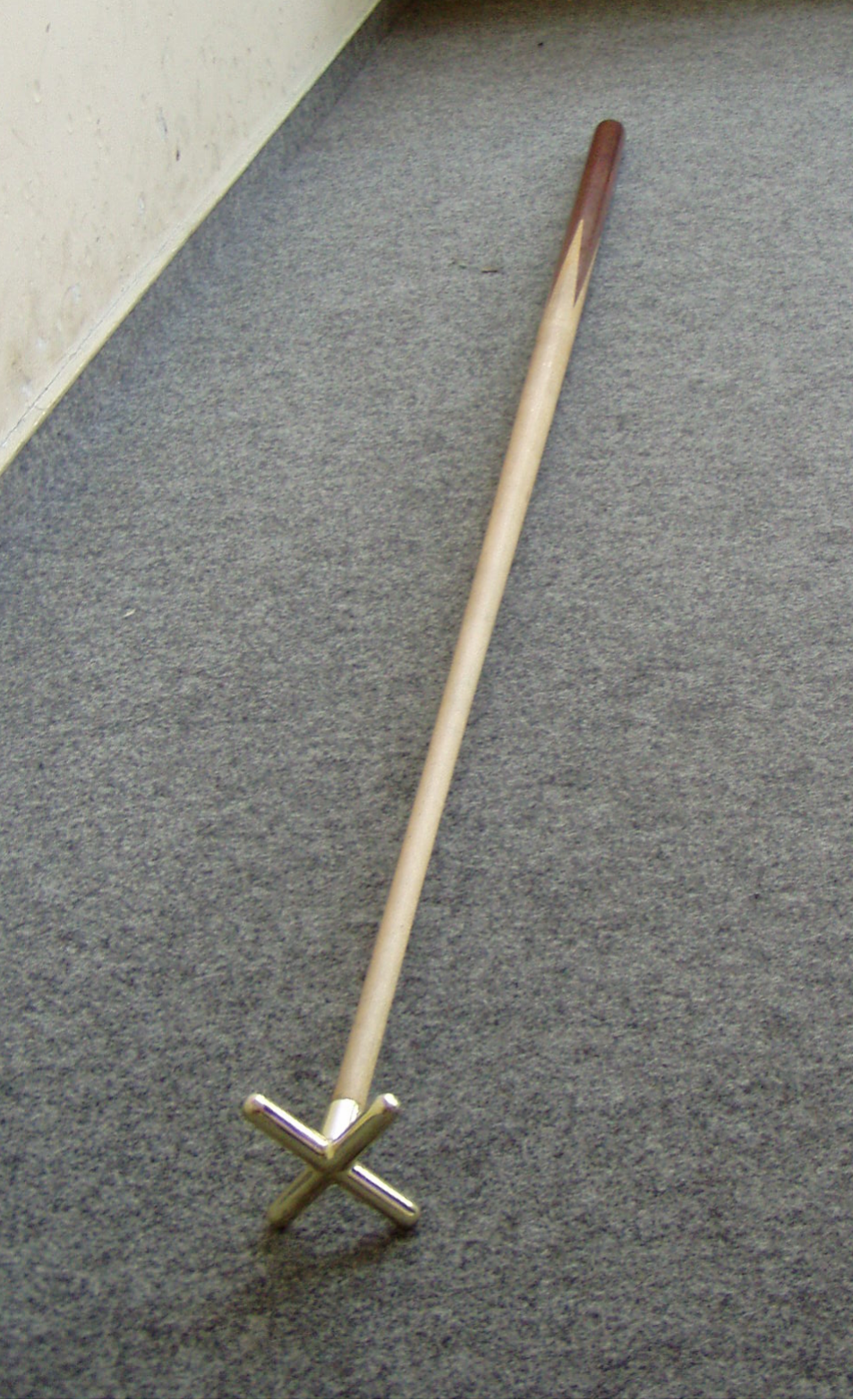
Das Standard-Hilfsqueue

Oma oder Brücke ist ein liebevoller Ausdruck für das Hilfsqueue, das benötigt wird, wenn man durch die Lage des Spielballs nicht oder nur schwer an ihn herankommt. Es gibt verschiedene Arten von Hilfsqueues. Die gängigsten sind niedrige Brücke, hohe Brücke und Schwan.
Für einen Bogenstoß wird die weiße Kugel mit möglichst viel Effet angeschnitten. Wenn das Queue hinten angehoben wird, verstärkt sich der Effekt. Seiten- und gleichzeitiger Vorwärts- oder Rückwärtseffet zwingen den Spielball auf dem griffigen Tuch auf eine hyperbolische Bahn.
Banker (Bänker gesprochen) oder Bänder bezeichnet das Spiel über die Bande.
Bei Kombinationen spielt man einen Objektball auf einen Zweiten, um diesen zu versenken. Entsprechend der Anzahl der Kontakte werden solche Stöße auch als Dublette, Triplette etc. bezeichnet.
Kiss Shot bezeichnet den Fall, dass der Spielball von einem Objektball abprallt und dann einen anderen Objektball versenkt.
Als Sawtooth bezeichnet man dagegen einen Stoß, bei dem die vom Spielball gestoßene Kugel vor dem Fallen in eine Tasche mindestens zwei Bandenkontakte hatte.
Eine Queueverlängerung ist ein Hilfsmittel, das hinten auf das Griffstück des Queues aufgesetzt wird, um den Spielball auch dann spielen zu können, wenn dieser nur schwer erreichbar ist. Es gibt Queueverlängerungen zum Schrauben (meist ca. 15 cm) und zum Aufstecken (meist ausziehbar ca. 40 bis 97 cm). Queueverlängerungen werden im Poolbillard nur selten eingesetzt, häufiger werden sie im Snooker benötigt, da der Snooker-Tisch größer als der Poolbillardtisch ist.

## Allgemeine Poolbillardregeln
- Allen Poolbillardarten ist gemeinsam, dass irgendeine Kugel nach der Karambolage eine Bande anlaufen oder versenkt werden muss.
- Sobald eine Kugel vom Tisch springt, liegt ein Foul vor.
- Durchstoßen ist nicht erlaubt. Ein Durchstoß liegt vor, wenn die Queuespitze den Spielball ein zweites Mal trifft oder den Spielball beim Kontakt mit dem Objektball noch berührt. Dies kann zum Beispiel geschehen, wenn der Spielball sehr nah an einem Objektball liegt.
- Ein Stoß oder eine Berührung der Kugeln ist nicht erlaubt, wenn sich noch Kugeln bewegen. Dazu zählt auch das Rotieren um die eigene Achse, ohne dass die Kugel noch die Position verändert.
- Es ist weiterhin nicht erlaubt, die Kugeln mit etwas anderem als der Queuespitze zu stoßen.
- Ein Foul begeht man immer dann, wenn man einen nicht korrekten Stoß gemacht hat. Je nach Disziplin wird ein Foul unterschiedlich geahndet.

## Disziplinen
Poolbillard gibt es in vielen Disziplinen. Für die im Verein organisierten Spieler gelten die Spielregeln Poolbillard und weitere Regularien. Im Einzelnen unterscheiden sich die Spiele in den Details, Taktiken und der Handhabung bei Fouls.
Die Disziplinen mit der größten Bedeutung (offizielle Ligadisziplinen der Deutschen Billard-Union DBU) sind:
- 8-Ball
- 9-Ball
- 10-Ball
- 14.1 endlos (kurz: 14/1 oder 14/1e; im englischen Sprachraum: Straight Pool)

Daneben gibt es noch zahlreiche andere Disziplinen, wie zum Beispiel 3-Ball, Artistic Pool, Bank Pool, Blackball, Cribbage Pool, High Run, Kelly Pool, One Pocket und Rotation.

### 8-Ball

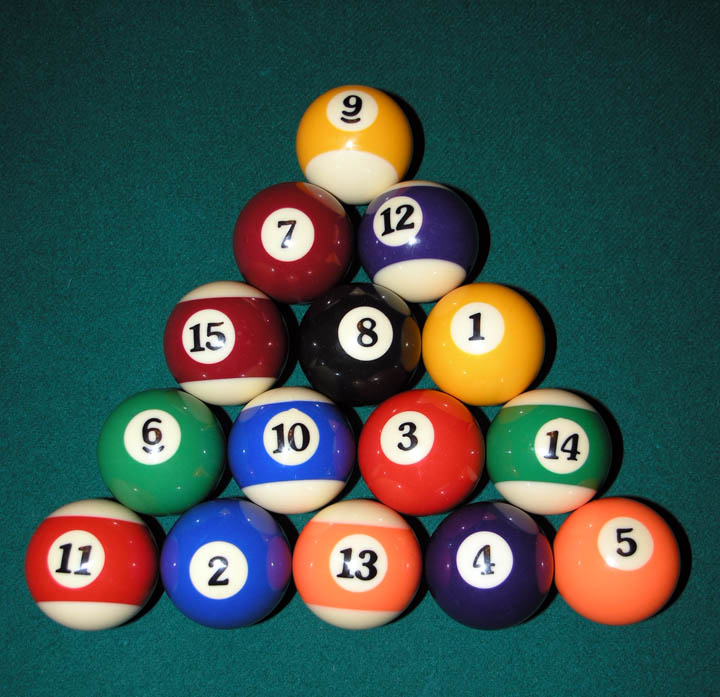
Die Objektbälle beim 8-Ball vor dem Break

Beim 8-Ball wird mit allen fünfzehn Objektbällen und einem Spielball gespielt. Die Kugeln mit den Nummern eins bis sieben sind komplett farbig und werden daher die Vollen genannt. Im Gegensatz dazu ist bei den Kugeln neun bis fünfzehn jeweils nur ein Streifen farbig und der Rest weiß, daher werden diese auch die Halben genannt.
Beide Spieler müssen zunächst versuchen, ihre Farbgruppe komplett zu lochen, um dann die schwarze Acht versenken zu dürfen, was bei korrekter Ausführung zum Gewinn des Spieles führt. 8-Ball ist ein Ansagespiel, d. h. man muss im Zweifelsfall ansagen, welche Kugel in welche Tasche fallen soll. Ausnahme ist das Break.
8-Ball ist die im Amateurbereich populärste Poolbillardvariante und wird in Gaststätten und Billard-Salons vorwiegend gespielt.

### 9-Ball

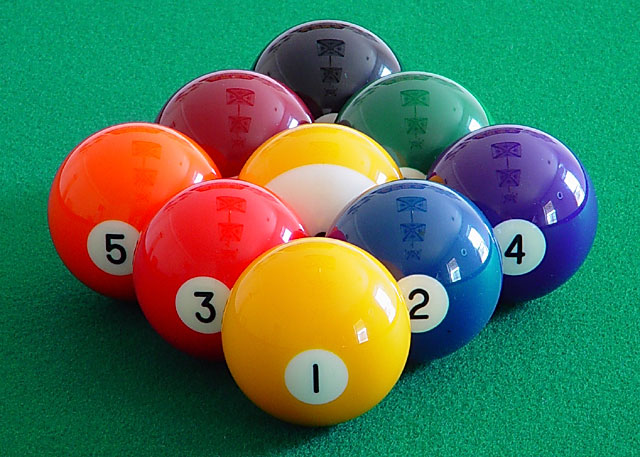
Die Objektbälle beim 9-Ball vor dem Break

Beim 9-Ball wird mit den ersten neun der durchnummerierten Objektbällen und einem Spielball gespielt. Vor dem Break werden sie rautenförmig angeordnet. Bei jedem Stoß muss die Kugel mit der niedrigsten Zahl zuerst angespielt werden. Es gewinnt der Spieler, der die Kugel Nummer 9 zuerst korrekt locht. Es ist jedoch erlaubt, eine Kugel zu lochen, die noch gar nicht an der Reihe ist, solange man zuerst den Ball mit der niedrigsten Zahl angespielt hat („Kombination“).
9-Ball ist kein Ansagespiel, Zufallstreffer sind daher erlaubt. Sicherheitsansagen gibt es im 9-Ball nicht, daher muss auch nach einem Zufallstreffer der Spieler am Tisch bleiben. Es wird oft bei Turnieren gespielt, weil es ein recht schnelles und spektakuläres Spiel ist.

### 14 und 1 endlos

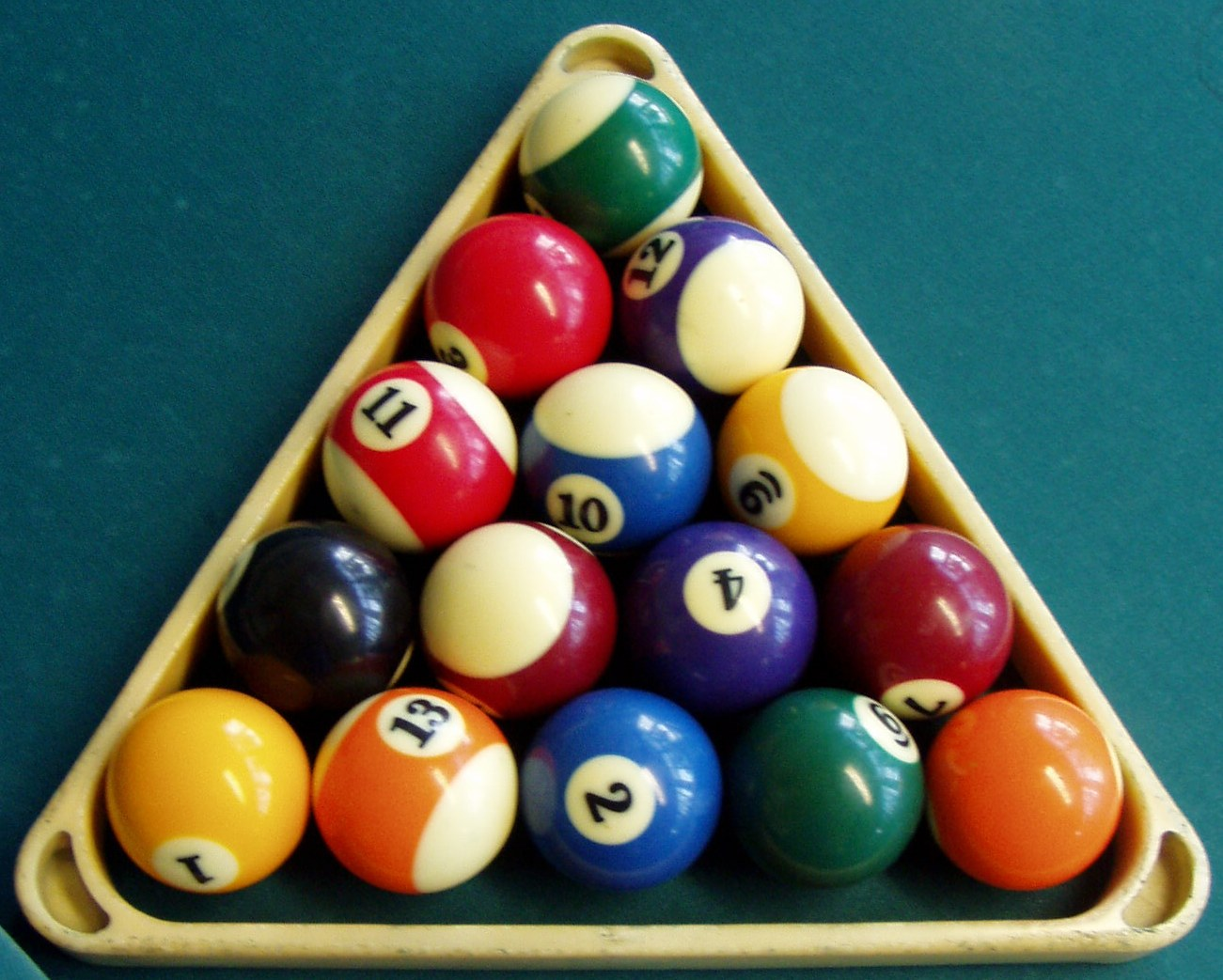
Die Objektbälle beim 14/1 vor dem Break

Beim 14 und 1 endlos (kurz: 14/1 oder 14/1e; im Englischen: Straight Pool) wird mit allen fünfzehn Objektbällen und einem Spielball gespielt.
Es handelt sich um ein Punktespiel, bei dem es darum geht, eine bestimmte Punktzahl zu erreichen. Man darf jeden Objektball versenken und bekommt dafür immer einen Punkt, für ein Foul bekommt man 1 Punkt abgezogen. Bei drei nacheinander folgenden Fouls gibt es einen Punktabzug von 15 Punkten. Negative Punkte sind möglich.
Der Name 14 und 1 endlos kommt daher, dass man 14 Objektbälle versenkt. Einer bleibt übrig und das Rack wird wieder aufgebaut (der Platz auf dem Fußpunkt bleibt frei) und man darf weiterspielen. Dieser letzte Objektball sollte so liegen, dass man anschließend diesen versenken und gleichzeitig das Rack lösen kann, um danach weiterzuspielen. Somit ist es möglich, in einer einzigen Aufnahme das Ausspielziel zu erreichen.
14 und 1 ist ein Ansagespiel, bei dem es im Gegensatz zum 8-Ball keine Ausnahmeregel für das Break gibt. Daher sieht man in dieser Disziplin oftmals Sicherheitsanstöße.

### 3-Ball
3-Ball wird mit drei durchnummerierten Objektbällen gespielt, die zu Beginn im Dreieck aufgebaut werden. Ziel des Spiels ist es, in möglichst wenigen Stößen alle drei Kugeln in der richtigen Reihenfolge zu lochen. Jeder Stoß, auch der Anstoß, zählt dabei als Punkt. Im Gegensatz zu anderen Disziplinen gibt es beim 3-Ball keinen Aufnahmenwechsel.

### 10-Ball

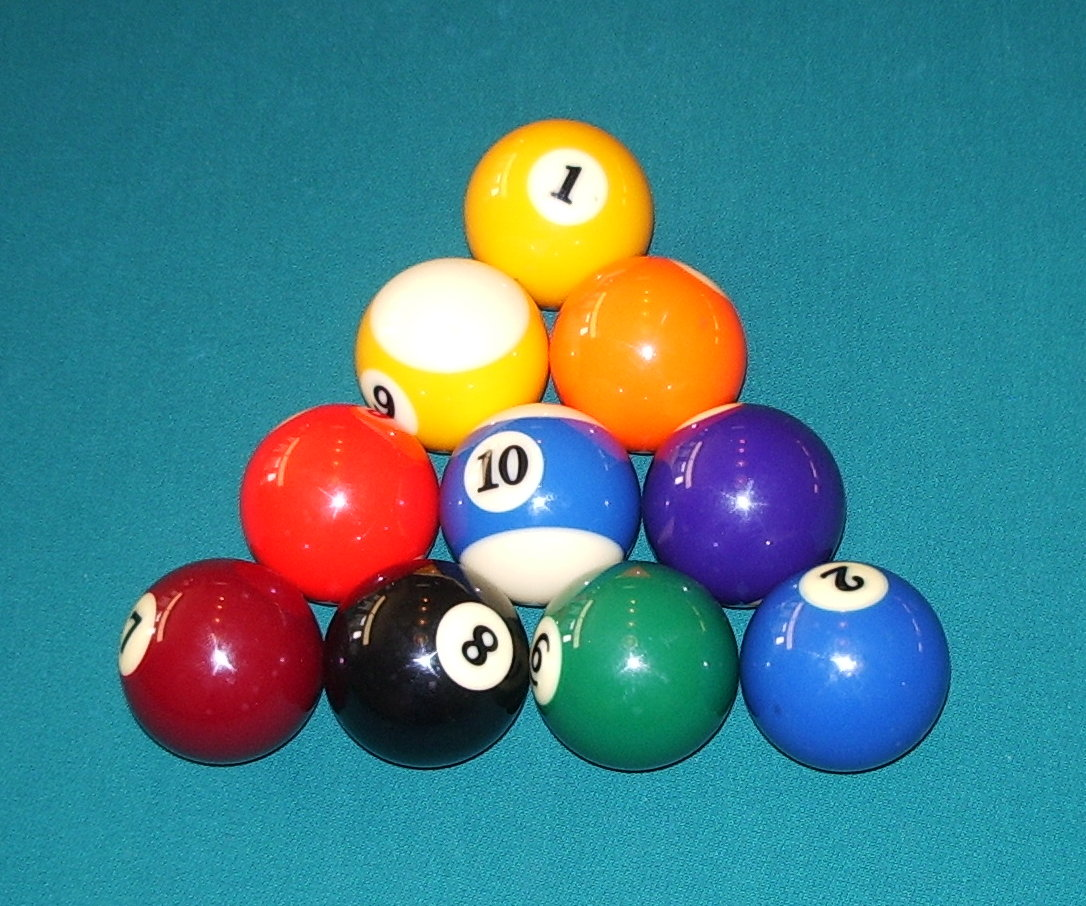
Die Objektbälle beim 10-Ball vor dem Break

Beim 10-Ball wird mit den ersten zehn der durchnummerierten Kugeln und einem Spielball gespielt. Ähnlich wie im 9-Ball müssen die Kugeln in aufsteigender Reihenfolge angespielt werden, jedoch muss hier im Zweifelsfall vor jedem Stoß angesagt werden, welche Kugel in welches Loch gespielt wird. Dadurch wird die im 9-Ball vorhandene Zufallskomponente reduziert.
Ziel des Spiels ist, die Kugel mit der Nummer 10 nach Ansage mit einem korrekten Stoß zu versenken.

### Artistic Pool
Als Artistic Pool bezeichnet man eine besondere Spielart des Poolbillards, bei dem kuriose und scheinbar unmögliche Kunststöße gezeigt werden. Ziel des Spieles ist es, vorgegebene Stöße aus einem Katalog zu bewältigen. In der Regel hat man drei Versuche für die Ausführung eines Stoßes, jedoch gibt es nur volle Punktzahl, wenn man ihn gleich im ersten Versuch schafft. Für jeden Stoß gibt es je nach Schwierigkeit zwischen sechs und zehn Punkte.

### Bank Pool
Beim Bank Pool wird entweder mit neun oder mit fünfzehn Objektbällen und einem Spielball gespielt. Es darf jeder Ball angespielt werden, muss aber im Gegensatz zu allen anderen Poolbillardvarianten über Bande gelocht werden, der Objektball muss also zuerst in die Bande gespielt werden, bevor er von dieser abprallt und in Richtung Loch rollt. Bank Pool ist ein Ansagespiel.
Der Name dieser Spielart leitet sich auch von dieser Besonderheit ab, da das englische Wort bank dem deutschen Wort Bande entspricht.

### One Pocket
Beim One Pocket wird mit fünfzehn Objektbällen und einem Spielball gespielt. Ähnlich wie beim 14/1 zählt jede Kugel einen Punkt und es wird nicht zwischen den Kugeln unterschieden. Die Besonderheit des One-Pockets ist, dass für den Spielenden nur Bälle zählen, die in sein – vorher ausgemachtes – Loch fallen. Welcher Spieler seine Kugeln in welches Loch zu spielen versucht, wird zu Beginn des Spiels bestimmt.

### Rotation

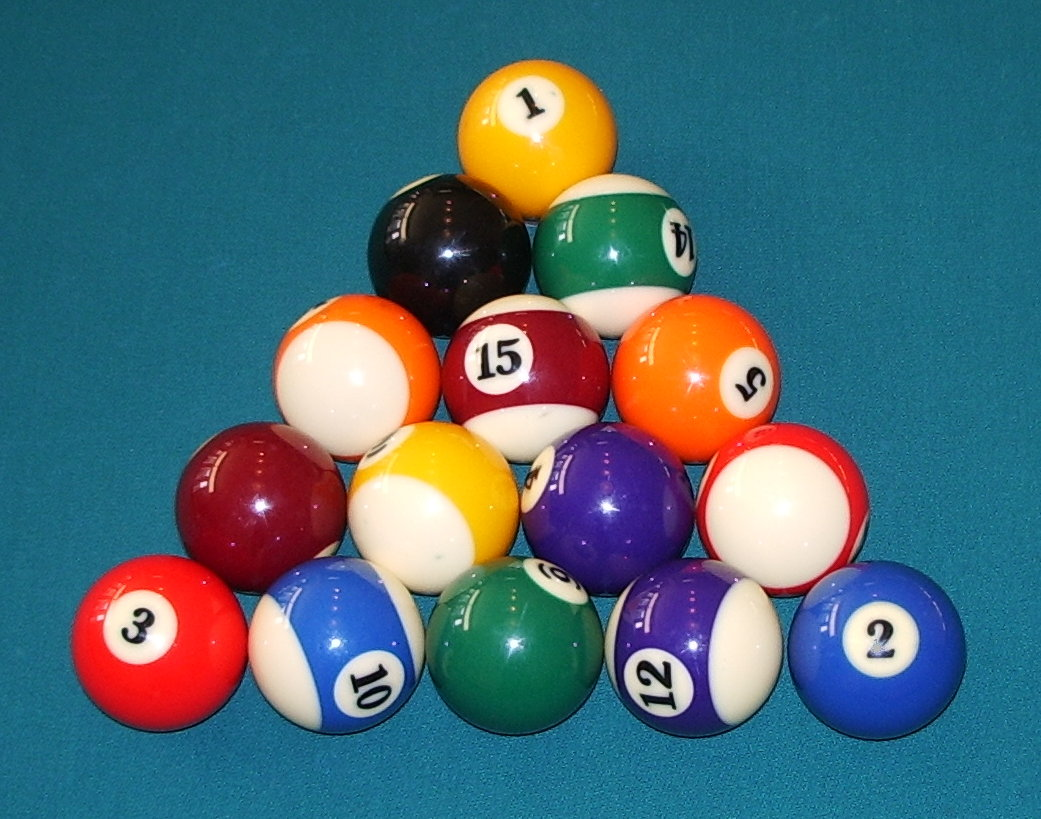
Die Objektbälle beim Rotation vor dem Break

Beim Rotation wird mit allen fünfzehn Objektbällen und einem Spielball gespielt. Ähnlich wie beim 9-Ball muss immer die Kugel mit der niedrigsten Nummer angespielt werden; es muss jedoch nicht angesagt werden, was gelocht werden soll. Für jede regelgerecht gelochte Kugel gibt es – entsprechend ihrer Nummer – Punkte. Es gewinnt der Spieler, der von 120 möglichen Punkten zuerst 61 erreicht.
Die Kugeln werden zu Beginn in einem Dreieck aufgebaut, mit der 1 vorne, der 2 an der linken, 3 an der rechten Ecke und der 15 in der Mitte des Dreiecks. Beim Eröffnungsstoß muss der Spieler die 1 anspielen und damit mindestens vier Kugeln eine Bande anlaufen lassen oder eine Kugel versenken.

## Hausregeln
Poolbillard hat als populäres Spiel in Kneipen im Laufe der Zeit viele Hausregeln erfahren, von denen einige von den Spielern auch als offiziell vermutet werden. Übliche Varianten können dabei verschiedenste Änderungen der Turnierregeln beinhalten, wie zum Beispiel
- Bestimmte Aufbauregeln nach Nummern oder Farbsymmetrien
- Bestimmung der Farbzuteilung auch schon durch versenkte Kugeln beim Anstoß (beim 8-Ball)
- Spiel ohne Ankündigung der Stöße
- Verschiedene Formen der Bestrafung ungültiger Stöße, z. B. ein zusätzlicher Strafstoß für den Gegner und/oder Anstoß aus dem Kopffeld des Tisches
- Beim Anstoß aus dem Kopffeld des Tisches dürfen nur eigene Kugeln angespielt werden, die sich jenseits der Mittellinie befinden.
- Erlaubnis, Kugeln, die an der Bande liegen, eine Queuebreite abzurücken
- Indirekte Stöße auf des Gegners Kugeln, d. h. nachdem der Spielball die Bande berührt hat, werden oft nicht als Foul gesehen.
- Pflichtspiel der schwarzen Kugel in die gegenüberliegende Tasche der letzten versenkten normalen Kugel oder gelegentlich auch in dieselbe Tasche (beim 8-Ball)
- Wenn ein Spieler beim Break die schwarze Kugel locht, gewinnt er (beim 8-Ball)

All diese Varianten entsprechen nicht der Sportart Poolbillard und werden in verschiedenen Regionen und von verschiedenen Gruppen in unterschiedlichen Kombinationen gehandhabt. Z. B. ist die Two-Shots-Regel, d. h. die Gewährung eines zusätzlichen Stoßes für den Gegenspieler nach einem Foul, ein fester Bestandteil britischer Hausregeln.

## Spielvarianten für 3 Spieler

### Cutthroat
Beim Cutthroat werden die Bälle in 3 Gruppen unterteilt: 1 bis 5, 6 bis 10 und 11 bis 15. Vor dem Spiel wählt jeder Spieler eine dieser drei Gruppen als seine eigenen Kugeln.
Ziel des Spieles ist es, jeweils nur die gegnerischen Kugeln zu versenken. Versenkt ein Spieler eine eigene oder gar keine Kugel, ist der nächste Spieler an der Reihe.
Hat ein Spieler keine eigenen Kugeln mehr am Tisch, dann scheidet dieser als Verlierer aus und die beiden übrigen Spieler spielen weiter. Der Spieler, dessen Kugeln am Ende am Tisch noch übrig sind, gewinnt das Spiel.

### Trillard
Trillard ist eine Variante des 8-Ball zu dritt. Die Bälle werden dabei nach den Farben in 3-Spielgruppen unterteilt:
1, 9, 5, 13 (gelb und orange)
2, 10, 4, 12 (blau und violett)
3, 11, 7, 15 (rot und braun).
Der erste Spieler kann wahlweise eine beliebige Kugel aus einer dieser 3 Gruppen versenken und muss diese dann als seine eigenen Kugeln wählen. Die beiden übrigen Gruppen können von den anderen beiden Spielern gewählt werden, sobald einer dieser eine erste Kugeln dessen versenkt. Ein Spieler ist solange an der Reihe, wie er eigene Kugeln versenkt. Die beiden grünen Kugeln (6 und 14) gelten als "Joker" und dürfen von jedem Spieler jederzeit versenkt werden, um weiterspielen zu können.
Ziel des Spieles ist (ähnlich wie beim 8-Ball), zuerst seine eigenen 4 Kugeln zu versenken und dann mit der schwarzen 8 das Spiel zu beenden.

## Poolbillard im Film
Zwei der bekanntesten Filme, in denen es um Poolbillard geht, sind Haie der Großstadt von 1961 und Die Farbe des Geldes mit Tom Cruise von 1986. Paul Newman verkörpert in beiden den Poolbillard-Spieler „Fast Eddie Felson“. Gerade der erste Teil gilt als einer der besten Spielerfilme überhaupt.
Bis auf eine Ausnahme wurden alle Billardstöße von den Akteuren Paul Newman und Jackie Gleason selbst ausgeführt; nur ein besonders komplizierter Stoß stammt von Willie Mosconi, dem dreizehnfachen Weltmeister der Jahre 1941 bis 1957.
Zu den neueren Filmen, bei denen es um Poolbillard geht, gehören der Film „Poolhall Junkies“ aus dem Jahr 2002 von Mars Callahan sowie die deutsche Produktion Alles auf Zucker! mit Henry Hübchen.